# 里娜·韋特繆勒
里娜·韦特米勒（義大利語：Lina Wertmüller，義大利語：[ˈliːna vertˈmyller]，1928年8月14日—2021年12月9日），意大利电影导演、编剧，1977年凭借作品《七淫七纵七美女》成为获奥斯卡金像奖最佳导演提名的首位女导演。代表作品还有《咪咪的诱惑》、《爱情与无政府》和《浩劫妙冤家》。2019年获奥斯卡荣誉奖。